# Federico Ferrari-Orsi
Federico Ferrari-Orsi (Rivoli, 18 dicembre 1886 – Deir el Munassib, 18 ottobre 1942) è stato un generale e calciatore italiano, decorato di medaglia d'oro al valor militare alla memoria nel corso della seconda guerra mondiale.

## Biografia

### Calcio
Nacque a Rivoli, in provincia di Torino, il 18 dicembre 1886, figlio di Enrico e Sabina Saint Lary di Bellegarde. Dopo aver compiuto gli studi presso il liceo classico, si iscrisse alla facoltà di giurisprudenza. Fu uno dei fondatori del Torino, militando nella stessa squadra durante la stagione 1906-1907, totalizzando in campionato 5 presenze ed una rete. L'unica marcatura fu segnata nella partita vinta per 2-1 contro la Juventus. Fu inoltre consigliere della società nella stessa stagione.

#### Statistiche

##### Presenze e reti nei club
| Stagione | Club   | Campionato | Campionato | Campionato | Campionato |
| Stagione | Club   | Comp       | Pres       | Reti       |            |
| -------- | ------ | ---------- | ---------- | ---------- | ---------- |
| 1907     | Torino | PC         | 5          | 1          |            |
| Totale   | Totale | Totale     | 5          | 1          |            |

### Militare
In breve rinunciò alla sua carriera di calciatore per iniziare quella di militare, entrando nella Regia Accademia Militare di Modena, da cui uscì con il grado di sottotenente nel 1909, assegnato all’Arma di cavalleria in forza al 25º Reggimento "Lancieri di Mantova".
Divenuto tenente nel 1912, fu mandato in Libia presso il Reggimento "Cavalleggeri di Piacenza" (18º), dove rimase dal 1913 al 1916, ottenendo due Croci di guerra e una Medaglia di bronzo al valor militare. Rientrato in patria, fu promosso capitano, distinguendosi al comando di una batteria di bombarde sul fronte italiano e venendo decorato con una Medaglia d'argento e due Medaglie di bronzo al valor militare. Dal giugno 1919 all’agosto 1920 fece parte del corpo di spedizione italiano in Anatolia, ritornando poi, su sua richiesta, in Libia, dove organizzò e comandò il corpo degli Spahis. Promosso tenente colonnello, si distinse in Cirenaica durante la riconquista del Gebel e del Gefara. In questo periodo ottenne due ulteriori Medaglie d'argento, due Croci di guerra al valor militare e la promozione a maggiore per meriti di guerra. Rientrato in Italia nel 1931 con la promozione a colonnello per meriti di guerra, comandò il Reggimento "Lancieri di Aosta" (6º), la Scuola di Applicazione di Cavalleria a Pinerolo e successivamente, dal giugno 1936, la Scuola Centrale delle Truppe Celeri di Civitavecchia.
Nell'ottobre 1936 fu promosso generale di brigata e divenne vicecomandante della 102ª Divisione motorizzata "Trento" prima, e comandante poi della 1ª Divisione celere "Eugenio di Savoia". All'inizio della seconda guerra mondiale fu promosso generale di divisione ed ebbe il comando del Corpo d'Armata Celere, combattendo in Jugoslavia e nei Balcani dall’aprile al settembre 1941. Dal 10 maggio del 1942 il detto corpo fu rinominato XXII Corpo d'armata, con sede a Padova.
Dal 16 agosto del 1942 fu trasferito in Africa Settentrionale e da generale di corpo d'armata ebbe il comando del X Corpo d'armata operante sulla frontiera meridionale egiziana. Fu ucciso da una mina a Deir el Munassib poco prima della seconda battaglia di El Alamein, nel pomeriggio di domenica 18 ottobre 1942, alle ore 17:15, mentre con due ufficiali della Folgore (i maggiori Vincenzo Patella e Ferdinando Macchiato) ispezionava un campo inglese abbandonato, antistante le posizioni del X° corpo.
Gli fu conferita la Medaglia d'oro al valor militare alla memoria. A lui è intitolata una caserma a Caserta, già sede della Scuola truppe corazzate dell'Esercito Italiano e ora del comando della Brigata bersaglieri "Garibaldi" nonché una via di Palermo.
È seppellito nel Sacrario dei caduti d'oltremare di Bari.